# Silva Jardim
Silva Jardim es un municipio brasileño del estado del Río de Janeiro.
Se localiza a 35 metros sobre el nivel del mar. Contando con una población de 22.158 habitantes (2008). Ocupa un área de 938,336 km².